# كينت هنري
كينت هنري (بالإنجليزية: Kent Henry)‏ هو كاتب أغاني وعازف قيثارة أمريكي، ولد في 5 أبريل 1948 في هوليوود في الولايات المتحدة، وتوفي في 18 مارس 2009 في بورتلاند في الولايات المتحدة.

## وصلات خارجية
- كينت هنري على موقع ميوزك برينز (الإنجليزية)
- كينت هنري على موقع ديسكوغز (الإنجليزية)